# 高熊峠
高熊峠是台灣苗栗縣泰安鄉的地名，現行行政區是大興村。

## 歷史
因山上有一棵樹，猶如一隻熊在高山之鞍部而得名。日治時期，屬於新竹州大湖郡蕃地，日人在此設置高熊峠警察官吏駐在所（現・大興派出所）、高熊峠蕃童教育所（現・泰安國民中小學國小部）、高熊峠療養所（現・泰安鄉衛生所）。

## 脚注
1. ↑  .   [2015-04-02]. （原始内容存档于2015-04-02）.